# Flávio Dino
Flávio Dino de Castro e Costa (São Luís, 30 de abril de 1968) es un abogado, juez, profesor y político brasileño.Fue gobernador de Maranhão desde 2015 hasta su renuncia en 2022, desde entonces, se desempeña como Ministro de Justicia de Brasil, cuando asumió su cargo el 1 de enero de 2023, designado por Luiz Inácio Lula da Silva.

## Trayectoria
Fue juez federal hasta que renunció para asumir como diputado federal en 2006, cumpliendo esas funciones hasta el 2011, representando al estado de Maranhão. Posteriormente fue electo gobernador de Maranhão en las elecciones de 2014, cargo del que tomó posesión el 1 de enero del año siguiente. Obtuvo su reelección en 2018.
Dino, además se desempeñó como presidente Embratur, una agencia federal encargada de promover el turismo en el país, durante el momento en que dejó su puesto legislativo y fue elegido gobernador. Dino era considerado como un potencial candidato de fuerzas de centro izquierda para las elecciones presidenciales del 2022, decidió competir por una banca en el senado.
En diciembre de 2022, Luiz Inácio Lula da Silva anunció que sería el nuevo Ministro de Justicia del Brasil a partir del mes siguiente en que asumiría la presidencia.